# OmegaT
OmegaT é um assistente de tradução de código aberto, projetado na linguagem de programação Java. Desenvolvido originalmente por Keith Godfrey no ano 2000, atualmente é mantido por um grupo liderado por Didier Briel. Possui sua marca registrada na Alemanha.

## História
Omega T foi criado originalmente por Keith Godfrey em 2000. Sua versão inicial foi escrita em C++, mas em fevereiro de 2001 sua primeira versão pública foi publicada na linguagem de programação Java.
A primeira versão em Java usava um formato de memória de tradução proprietário, e precisava do Java 1.3 para funcionar. O programa oferecia suporte a documentos StarOffice, em texto puro, texto Unicode e HTML, e podia segmentar apenas o bloco do nível (o que para a maioria dos efeitos práticos, significava a segmentação do parágrafo).
Da versão 1.4.4 a 1.6.0 o desenvolvimento do projeto foi guiado por Maxym Mykhalchuk. Henry Pijffers também ocupou essa função até à versão 1.7.1. Atualmente o projeto é organizado por Didier Briel.
OmegaT requer Java 1.5 ou superior para funcionar, e utiliza bibliotecas LGPL.

## Características
As principais características do OmegaT são:
- Concordância difusa
- Propagação de concordâncias
- Processamento simultâneo de projetos com vários ficheiros
- Utilização simultânea de várias memórias de tradução
- Glossários exteriores
- Formato de ficheiro de documento: texto simples, HTML, OpenOffice.org/StarOffice (este último contém excelentes filtros de conversão para MS Word, Excel e RTF)
- Suporte Unicode (UTF-8): pode ser utilizado com alfabetos não latinos
- Compatível com outras aplicações de memória de tradução (TMX nível 1)

## Desenvolvimento
O grupo de desenvolvedores é formado por Alex Buloichik, Zoltan Bartko, Didier Briel, Kim Bruning, Henry Pijffers, Tiago Saboga, e outras pessoas menos atuantes. Esse grupo atua no controle de bugs do software e nos melhoramentos postados nos sites SourceForge e GitHub.